# IC 1580
IC 1580 ist ein Doppelstern im Sternbild Andromeda. Das Objekt wurde am 21. Dezember 1897 von Guillaume Bigourdan entdeckt.